# Ammerzwiller
Ammerzwiller település Franciaországban, Haut-Rhin megyében. Lakosainak száma 479 fő (2018. január 1.). Ammerzwiller Burnhaupt-le-Bas, Gildwiller és Balschwiller községekkel határos.

## Népesség
A település népességének változása:
| Lakosok száma | 469  | 1189 | 475  | 479  |
|               | 2015 | 2016 | 2017 | 2018 |